# Korea Professional Football League 1988
La Korea Professional Football League 1988 è stata la 6ª edizione della massima serie del campionato sudcoreano di calcio, disputata dal 26 marzo al 12 novembre 1988.

## Squadre partecipanti
| Club partecipanti      | Stagione 1987 |
| ---------------------- | ------------- |
| Daewoo Royals          | 1°            |
| POSCO Atoms            | 2°            |
| Yukong Elephants       | 3°            |
| Hyundai Horang-i       | 4°            |
| Lucky-Goldstar Hwangso | 5°            |

## Classifica finale
| Pos | Squadra                | Pt | G  | V  | N  | P  | GF | GS | DR |
| --- | ---------------------- | -- | -- | -- | -- | -- | -- | -- | -- |
| 1   | POSCO Atoms            | 27 | 24 | 9  | 9  | 6  | 28 | 25 | +3 |
| 2   | Hyundai Horang-i       | 25 | 24 | 10 | 5  | 9  | 30 | 25 | +5 |
| 3   | Yukong Elephants       | 24 | 24 | 8  | 8  | 8  | 25 | 24 | +1 |
| 4   | Lucky-Goldstar Hwangso | 23 | 24 | 6  | 11 | 7  | 22 | 29 | -7 |
| 5   | Daewoo Royals          | 21 | 24 | 8  | 5  | 11 | 28 | 30 | -2 |

## Risultati[1]
| Jeju 26 marzo 988 | POSCO Atoms | 0 – 1 | Yukong Elephants | Jeju Stadium |

| Jeju 26 marzo 1988 | Daewoo Royals | 0 – 0 | Lucky-Goldstar Hwangso | Jeju Stadium |

| Pohang 2 aprile 1988 | POSCO Atoms | 2 – 2 | Lucky-Goldstar Hwangso | Pohang Stadium |

| Gangneung 2 aprile 1988 | Hyundai Horang-i | 1 – 3 | Daewoo Royals | Gangneung Stadium |

| Anyang 9 aprile 1988 | Yukong Elephants | 2 – 0 | Lucky-Goldstar Hwangso | Anyang Stadium |

| Pohang 9 aprile 1988 | POSCO Atoms | 1 – 0 | Hyundai Horang-i | Pohang Stadium |

| Gangneung 16 aprile 1988 | Hyundai Horang-i | 1 – 2 | Yukong Elephants | Gangneung Stadium |

| Tongyeong 16 aprile 1988 | Daewoo Royals | 0 – 2 | POSCO Atoms |  |

| Cheonan 23 aprile 1988 | Lucky-Goldstar Hwangso | 0 – 1 | Hyundai Horang-i | Cheonan Stadium |

| Incheon 23 aprile 1988 | Yukong Elephants | 0 – 1 | Daewoo Royals | Sungui Stadium |

| Cheongju 30 aprile 1988 | Lucky-Goldstar Hwangso | 0 – 1 | POSCO Atoms | Cheongju Stadium |

| Busan 30 aprile 1988 | Daewoo Royals | 3 – 1 | Hyundai Horang-i | Sajik Stadium |

| Cheongju 7 maggio 1988 | Lucky-Goldstar Hwangso | 2 – 1 | Yukong Elephants | Cheongju Stadium |

| Gangneung 7 maggio 1988 | Hyundai Horang-i | 0 – 1 | POSCO Atoms | Gangneung Stadium |

| Pohang 14 maggio 1988 | POSCO Atoms | 1 – 1 | Daewoo Royals | Pohang Stadium |

| Anyang 14 maggio 1988 | Yukong Elephants | 0 – 2 | Hyundai Horang-i | Anyang Stadium |

| Wonju 21 maggio 1988 | Hyundai Horang-i | 1 – 0 | Lucky-Goldstar Hwangso | Wonju Stadium |

| Changwon 21 maggio 1988 | Daewoo Royals | 1 – 2 | Yukong Elephants | Masan Stadium |

| Cheongju 28 maggio 1988 | Lucky-Goldstar Hwangso | 1 – 0 | Daewoo Royals | Cheongju Stadium |

| Anyang 28 maggio 1988 | Yukong Elephants | 1 – 1 | POSCO Atoms | Anyang Stadium |

| Pohang 4 giugno 1988 | POSCO Atoms | 5 – 1 | Lucky-Goldstar Hwangso | Pohang Stadium |

| Busan 4 giugno 1988 | Daewoo Royals | 1 – 0 | Hyundai Horang-i | Sajik Stadium |

| Chuncheon 11 giugno 1988 | Hyundai Horang-i | 3 – 1 | POSCO Atoms | Civic Stadium |

| Cheonan 11 giugno 1988 | Lucky-Goldstar Hwangso | 1 – 1 | Yukong Elephants | Cheonan Stadium |

| Changwon 2 luglio 1988 | Daewoo Royals | 0 – 2 | Yukong Elephants | Masan Stadium |

| Chuncheon 2 luglio 1988 | Hyundai Horang-i | 4 – 0 | Lucky-Goldstar Hwangso | Civic Stadium |

| Cheongju 9 luglio 1988 | Lucky-Goldstar Hwangso | 1 – 1 | Daewoo Royals | Cheongju Stadium |

| Suwon 9 luglio 1988 | Yukong Elephants | 2 – 2 | POSCO Atoms | Suwon Sports Complex |

| Cheongju 16 luglio 1988 | Lucky-Goldstar Hwangso | 2 – 2 | Hyundai Horang-i | Cheongju Stadium |

| Anyang 16 luglio 1988 | Yukong Elephants | 1 – 0 | Daewoo Royals | Anyang Stadium |

| Pohang 23 luglio 1988 | POSCO Atoms | 0 – 2 | Hyundai Horang-i | Pohang Stadium |

| Anyang 23 luglio 1988 | Yukong Elephants | 0 – 0 | Lucky-Goldstar Hwangso | Anyang Stadium |

| Changwon 30 luglio 1988 | Daewoo Royals | 1 – 2 | POSCO Atoms | Masan Stadium |

| Chuncheon 30 luglio 1988 | Hyundai Horang-i | 0 – 0 | Yukong Elephants | Civic Stadium |

| Samcheok 6 agosto 1988 | Hyundai Horang-i | 3 – 0 | Daewoo Royals |  |

| Cheongju 6 agosto 1988 | Lucky-Goldstar Hwangso | 2 – 0 | POSCO Atoms | Cheongju Stadium |

| Seul 11 agosto 1988 | Daewoo Royals | 1 – 1 | Lucky-Goldstar Hwangso | Dongdaemun Stadium |

| Pohang 13 agosto 1988 | POSCO Atoms | 0 – 0 | Yukong Elephants | Pohang Sports Complex |

| Pohang 20 agosto 1988 | POSCO Atoms | 1 – 1 | Yukong Elephants | Pohang Sports Complex |

| Busan 20 agosto 1988 | Daewoo Royals | 3 – 1 | Lucky-Goldstar Hwangso | Sajik Stadium |

| Gangneung 27 agosto 1988 | Hyundai Horang-i | 1 – 0 | Daewoo Royals | Gangneung Stadium |

| Cheonan 27 agosto 1988 | Lucky-Goldstar Hwangso | 0 – 0 | POSCO Atoms | Cheonan Stadium |

| Incheon 3 settembre 1988 | Yukong Elephants | 1 – 2 | Lucky-Goldstar Hwangso | Sungui Stadium |

| Pohang 4 settembre 1988 | POSCO Atoms | 2 – 2 | Hyundai Horang-i | Pohang Sports Complex |

| Samcheok 8 settembre 1988 | Hyundai Horang-i | 3 – 1 | Yukong Elephants |  |

| Pohang 14 settembre 1988 | POSCO Atoms | 3 – 1 | Daewoo Royals | Pohang Stadium |

| Incheon 14 settembre 1988 | Yukong Elephants | 0 – 1 | Hyundai Horang-i | Sungui Stadium |

| Cheongju 8 ottobre 1988 | Lucky-Goldstar Hwangso | 1 – 1 | Hyundai Horang-i | Cheongju Stadium |

| Anyang 8 ottobre 1988 | Yukong Elephants | 0 – 1 | Daewoo Royals | Anyang Stadium |

| Busan 15 ottobre 1988 | Daewoo Royals | 4 – 1 | Hyundai Horang-i | Gudeok Stadium |

| Pohang 15 ottobre 1988 | POSCO Atoms | 0 – 0 | Lucky-Goldstar Hwangso | Pohang Stadium |

| Gangneung 22 ottobre 1988 | Hyundai Horang-i | 0 – 1 | POSCO Atoms | Gangneung Stadium |

| Cheongju 22 ottobre 1988 | Lucky-Goldstar Hwangso | 2 – 1 | Yukong Elephants | Cheongju Stadium |

| Seul 29 ottobre 1988 | Yukong Elephants | 2 – 0 | Hyundai Horang-i | Dongdaemun Stadium |

| Seul 29 ottobre 1988 | POSCO Atoms | 0 – 3 | Daewoo Royals | Dongdaemun Stadium |

| Busan 2 novembre 1988 | Daewoo Royals | 0 – 1 | POSCO Atoms | Gudeok Stadium |

| Seul 5 novembre 1988 | Daewoo Royals | 2 – 2 | Yukong Elephants | Dongdaemun Stadium |

| Seul 5 novembre 1988 | Hyundai Horang-i | 0 – 0 | Lucky-Goldstar Hwangso | Dongdaemun Stadium |

| Seul 12 novembre 1988 | Yukong Elephants | 2 – 1 | POSCO Atoms | Dongdaemun Stadium |

| Seul 12 novembre 1988 | Lucky-Goldstar Hwangso | 3 – 1 | Daewoo Royals | Dongdaemun Stadium |

Classifica marcatori
| Gol | Giocatore       | Squadra          |
| --- | --------------- | ---------------- |
| 12  | Lee Ki-Keun     | POSCO Atoms      |
| 10  | Ham Hyun-Gi     | Hyundai Horang-i |
| 8   | Shin Dong-Cheol | Yukong Elephants |
| 7   | Kwan Hwang-Bo   | Yukong Elephants |
| 7   | Lee Hak-Jong    | Hyundai Horang-i |